# سكياثوس

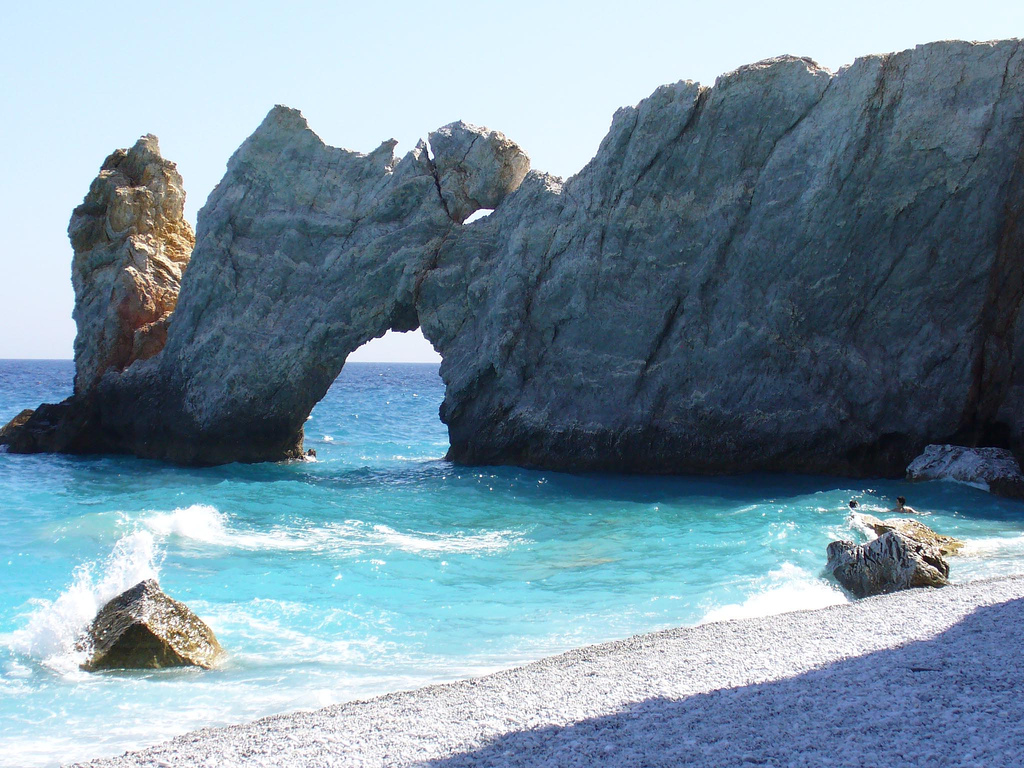
شاطئ لالاريا

سكياثوس (باليونانية: Σκιάθος, وتكتب بالاتينية Sciathos و Sciathus) هي جزيرة صغيرة في بحر ايجه تابعة إلى اليونان. سكياثوس هي جزيرة في أقصى الغرب ضمن مجموعة جزر سبوراديس الشمالية. البر الرئيسى لليونان وجزيرة ماغنيسيا يقعا غربا, في حين ان جزيرة سكوبيلوس تقع إلى الشرق. اسم الجزيرة يعود إلى العصور القديمة. موقع الجزيرة تحديدا في ماغنيسيا في مقاطعة فوريا إلادا في اليونان.
على الرغم من صغر حجم هذه الجزيرة (في حدود 50 كم2)، Skiathos مقصد سياحي شهير. فان أكثر من 60  من هؤلاء السياح ياتون أساسا من اجل الرمال الناعمة التي تميز هذه الجزيرة, والشواطئ الممتدة على طول الساحل البالغة طولها بحدود 44 كم. وهناك أيضا النتوءات الصخرية التي تجعل من الغوص فكرة جيدة.
1. ↑  Skiathos Beaches Skiathosinfo.com نسخة محفوظة 09 أكتوبر 2000 على موقع واي باك مشين.
2. ↑  Tourist information and Skiathos island guide, Thesaurus.gr نسخة محفوظة 04 مارس 2016 على موقع واي باك مشين.